# Ruta 751 (Costa Rica)
La Ruta 751, oficialmente Ruta Nacional Terciaria 751, es una ruta nacional de Costa Rica ubicada en la provincia de Alajuela.

## Descripción
En la provincia de Alajuela, la ruta atraviesa el cantón de San Carlos (los distritos de Aguas Zarcas, Cutris).